# Simone Stevino
Simone Stevino, italianizzato da Simon Stevin, latinizzato Stevinus, noto anche come Simone di Bruges (Bruges, 1548 – L'Aia, 1620), è stato un ingegnere, fisico e matematico fiammingo.

## Biografia
Stevino nacque a Bruges nel 1548; essendo un figlio illegittimo fu allevato dalla madre, Cathelijne van der Poort. Il nome di suo padre era Antheunis Stevino. Da giovane lavorò ad Anversa per una casa di commercio e compì lunghi viaggi in Europa. Si oppose al dominio spagnolo delle Fiandre e per sfuggire alle vessazioni si stabilì nella Repubblica delle Sette Province Unite. Qui lavorò come ingegnere idraulico nella progettazione e costruzione di dighe e canali. Il principe Maurizio di Nassau lo nominò intendente generale dei lavori pubblici delle Province Unite.

## Contributi scientifici

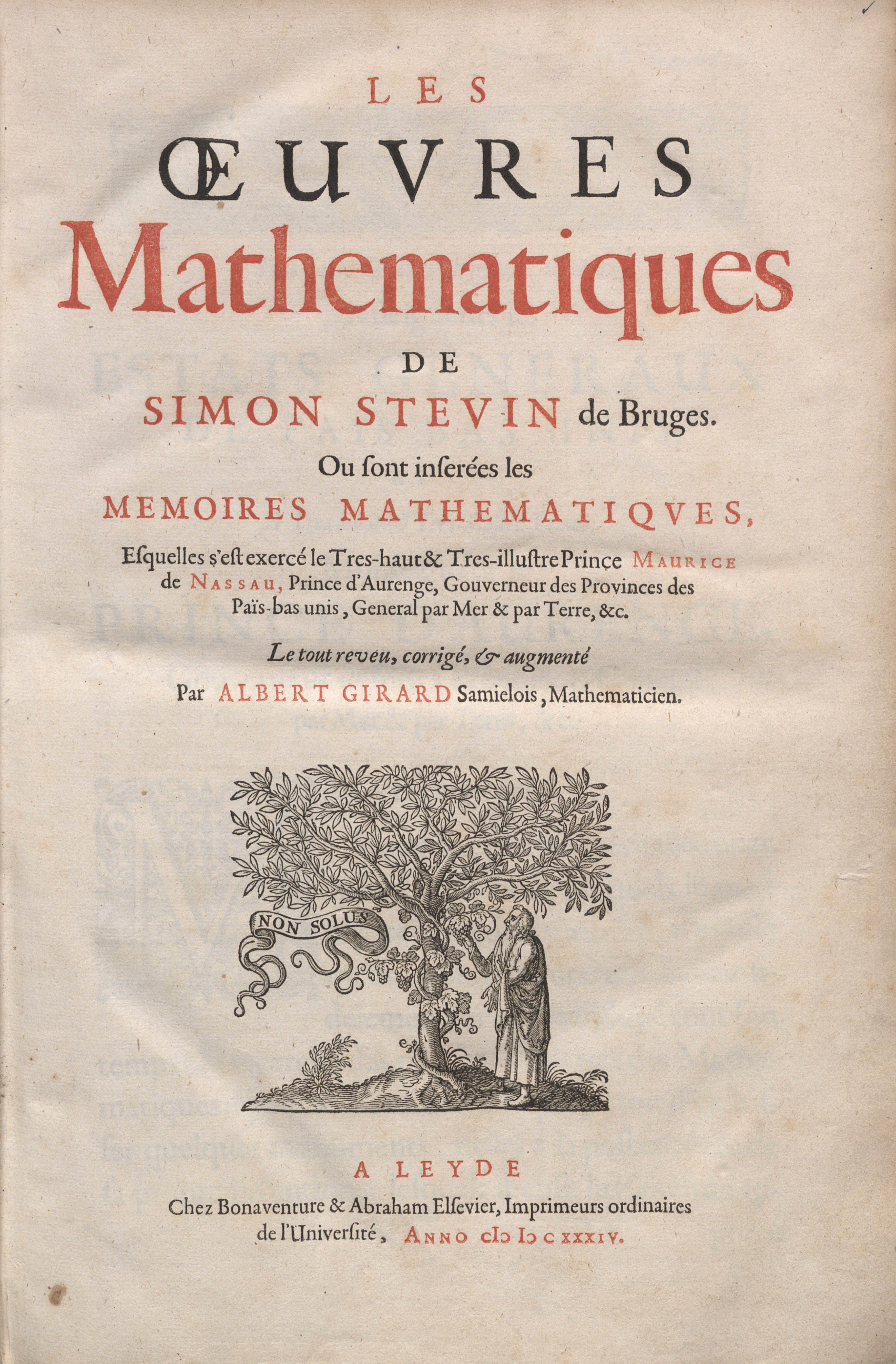
Oeuvres mathematiques, 1634

Il maggior contributo alla fisica dato da Stevino consiste nell'ingegnoso studio sulle condizioni di equilibrio di due pesi collegati e posti su due piani inclinati di pendenza diversa, risultato fondamentale della statica. Nella sua opera sulla statica Stevino deduce in modo indipendente la legge di composizione delle forze. Inoltre, è noto in idrostatica per la legge di Stevino, associata al paradosso idrostatico.
In campo matematico, a Stevino è dovuta l'introduzione di una nuova notazione per i numeri decimali, che permetteva di estendere a tali numeri le normali operazioni algebriche sui numeri interi, anziché usare la notazione frazionaria. L'innovazione di Stevino (1585) ha aperto la strada alla notazione decimale moderna e al concetto di "numero reale".
Pubblicò 11 volumi, poi ristampati a cura di Snellius, con contributi su trigonometria, meccanica, prospettiva, architettura, teoria musicale, economia, geografia e navigazione, secondo il costume di cultura poliedrica del tempo.
I suoi scritti non ebbero subito diffusione internazionale in quanto scelse di scriverli in olandese, preferendo che fossero di facile accesso al maggior numero di persone in patria; solo alcuni anni più tardi furono tradotti in latino e francese.
Nella prefazione delle sue Tafelen van Interest (Tabelle di Interesse) cita il matematico francese Jean Trenchant come sua fonte.
Nel 1586 Stevino realizzò l'esperimento di lasciare cadere due corpi di massa differente dall'alto di una torre, allo stesso modo di come aveva fatto Jan Cornets de Groot (il padre di Hugo de Groot), scoprendo che essi raggiungono il suolo contemporaneamente. L'esperimento è descritto nel libro di Stevino del 1586 De Beghinselen des Waterwichts (I Principi di Idrostatica):
(Simone Stevino, De Beghinselen des Waterwichts, p. 66)

## Opere
- (NL) Simone Stevino, Tafelen van Interest, 1582.
- (NL) Simone Stevino, De beghinselen des waterwichts, Raphelengius Franciscus, 1586.
- (NL) Simone Stevino, De beghinselen der weeghconst, Raphelengius Franciscus, 1586.
- (FR) Simone Stevino, Oeuvres mathematiques, A Leyde, Bonaventura et Elzevier Elzevier, 1634. URL consultato il 30 giugno 2015.

## Citazioni letterarie
La figura di Stevinus e le sue invenzioni vengono citate più volte dallo scrittore irlandese Laurence Sterne nel suo famoso e colossale romanzo Vita e opinioni di Tristram Shandy, gentiluomo (Milano, Arnoldo Mondadori Editore, 1992, Edizione Integrale, Vol.II, cap. XII, pag.108 e Vol.VI, cap.II, pag.392 ).